# Rue Condillac
La rue Condillac est une voie du 11e arrondissement de Paris, en France.

## Situation et accès
La rue Condillac est une voie publique située dans le 11e arrondissement de Paris. Elle débute au 99, avenue de la République et se termine au 8, rue des Nanettes.

## Origine du nom

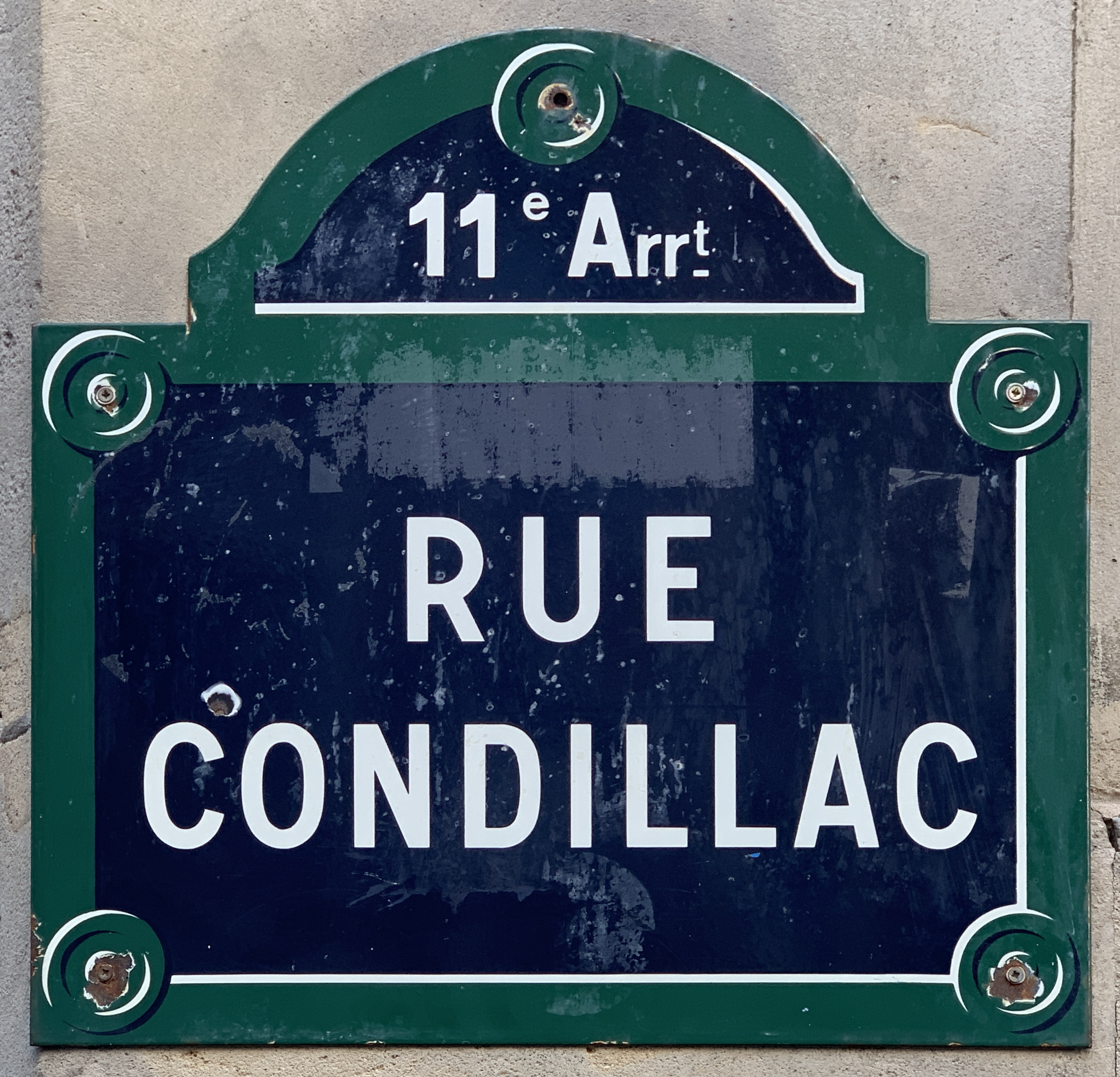
Plaque de la rue.

Cette voie porte le nom du philosophe Étienne Bonnot de Condillac (1714-1780).

## Historique
Cette rue est ouverte par décret du 6 juillet 1882 et porte sa dénomination actuelle depuis un arrêté du 10 novembre 1885.